# Iłów
Iłów è un comune rurale polacco del distretto di Sochaczew, nel voivodato della Masovia.
Ricopre una superficie di 128,49 km² e nel 2004 contava 6 369 abitanti.